# ダンボ
『ダンボ』（原題：Dumbo）は、1941年、ディズニー制作のアニメーション長編映画作品。またその主人公である子象の名前。アメリカでは1941年10月23日に公開している。日本では1954年3月12日に初公開された。スティーヴン・ジェイ・シュナイダーの『死ぬまでに観たい映画1001本』に掲載されている。

## ストーリー

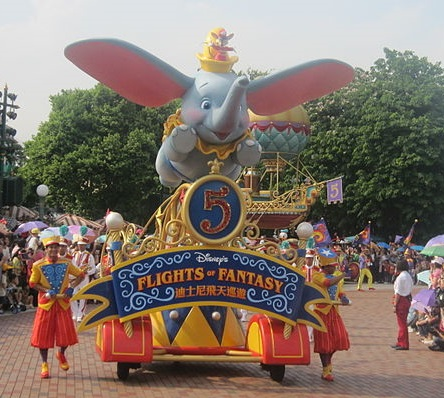
香港ディズニーランドのパレードにお目見えするダンボ

第320空中給油飛行隊の公式記章に描かれたダンボ

舞台はアメリカ。サーカス団は本拠地のあるフロリダを出発しサーカス列車で旅をしている。そのサーカスの象のジャンボのもとに、コウノトリが一匹の赤ちゃん象を届ける。その子象はとても可愛らしかったが、唯一耳が大きいことが他の象との違いであった。ジャンボはその子象にジャンボ・ジュニアと名づけたが、他の象たちに耳のことを笑われ、ダンボとあだ名されてしまう。
それでもジャンボは愛情をたっぷり注ぎ、可愛い我が子ダンボを大切に育てた。ある日、興行先でサーカスを見に来た子供にダンボがイタズラされているのを見て、ジャンボはたまらずその子供をお仕置きする。サーカス団員がそれを止めに来るが、興奮したジャンボは思わず団長を投げ飛ばしてしまい、凶暴な象として檻に入れられてしまう。
耳が大きいだけで化け物扱いされたダンボは誰にも慰めてもらえず、生まれた直後から母親から引き離されるという苦しさの中から、悲しみのどん底に落ちる。これを放っておけなかったサーカス団員のネズミ、ティモシー（チモシーマウス）はダンボを助けるため、ダンボをサーカスのスターにすることを提案する。最初に象のピラミッドの頂上へジャンプさせるショーを思いついたティモシーは、団長の耳元でそれを提案し、早速それが採用される。だが、その本番中に踏切台へ向かって走っていたダンボは耳を踏んでしまい、ジャンプに失敗。象のピラミッドにぶつかった拍子でテントがずたずたに壊れてしまうという大惨事を引き起こしてしまう。興行を大失敗させてしまったダンボは、そのあてつけがてらにピエロにされ、ピエロショーに出る羽目に。完全にサーカス団の笑われ者に追いやられてしまう。
失意の中、ティモシーの計らいでジャンボと束の間の再会を果たして慰めてもらうが、それでもまだ気が晴れないダンボは、泣いているうちにしゃっくりが止まらなくなった。ティモシーは、「水を飲めばすぐに止まるよ」と言ったためダンボはバケツの水を飲むが、実はピエロショーが成功したお祝いにピエロたちが飲んでいたお酒が入った水で、その水を誤って飲んでしまう。さらにしゃっくりが止まらないことを不思議に思ったティモシーも半ば事故で酒入り水を飲んでしまい、2匹は酔っ払って踊るピンクの象の夢を見る。そして、翌朝。目が覚めると2人は木の上で眠りこけていた。それがきっかけで、ティモシーはダンボが耳を翼代りにして空を飛べることに気がつき、ダンボを空から飛び立たせようとするが、木の上に住むカラスたちからも嘲笑われる。ダンボの哀れな身の上を激白してカラスの浅はかな行いに憤るティモシーの言葉に胸打たれたカラスたちは改心し、「空を飛べるようになれる魔法の羽」をダンボに授けた。魔法の羽を鼻先で握り締めたダンボは、促されるまま崖から飛び降り見事大空へと飛び立つ。
そして、サーカスのピエロショーの舞台に再び立ったダンボは飛び降りる最中に魔法の羽を飛ばしてしまうも、それは実はただの羽でカラスたちがダンボを励ますためのおまじないであった。本当に空を飛べたダンボは大勢の観客やサーカスの面々の前で華麗な飛行を披露した。思わぬ形でショーを成功させたダンボは、たちまち世界中から称賛されるサーカスの花形スターとなり、ジャンボとも再会を果たし、カラスたちに別れを告げてサーカスの向かう次の街に旅立つのだった。

## 登場キャラクター
ダンボ（Dumbo）
主人公。大きな耳を持つ象の赤ちゃん。劇中では言葉は喋らず、くしゃみと鳴き声のみ上げている。
サーカスではその大きすぎる耳を馬鹿にされ、そのことが原因で母親のジャンボと離ればなれになったうえ、道化にされ笑いものになるなど辛い日々を送る。
ネズミのティモシーに励ましや助けなどを経て、短所と考えていた耳を翼のようにして空を飛べるようになり、長所として活かすことに成功。最後はサーカスのスターになって活躍する事となった。
ジャンボ（Mrs. Jumbo）
ダンボの母親。周囲から嘲笑を受けるダンボを守り、母親として愛情いっぱいに育てることを決意する。
ある日、サーカスに遊びに来たいたずらっ子がダンボの耳をからかっていじめたため激怒。懲らしめようとしたことで暴れてサーカス小屋を壊してしまい、危険な象として隔離された檻に閉じ込められてしまう。
ダンボがショーを成功させてスターとなった後は檻から出され、無事ダンボと再会することとなった。
ティモシー（Timothy Q. Mouse）
鼓笛隊の格好をしたネズミ。帽子の中に好物のピーナッツを携帯している。
ジャンボが檻に閉じ込められた後、他の象たちから陰口をたたかれ一人ぼっちのダンボを憐れみ、面倒を見ることを決意。馬鹿にした象たちを驚かせた後でダンボを励まし、ダンボの親友となる。
彼を勇気付けスターにするために奔走する。ダンボと共に誤って飲んだ酒で泥酔したことを機にダンボが空を飛べることに気付き、彼をサーカスのスターにさせることに成功。物語終盤では、ダンボのマネージャーとしてハリウッドとも契約した。
象たち
ジャンボのサーカス仲間である4頭のおばさん象たち。全員嫁入り前で、よく周囲の不平不満に関する話で花を咲かせている。しかしショーやテント設営の際は比較的まじめに働いている。
作中で名前はないが、紅色の被りものをするリーダー格の象はメイトリアーク（Matriarch、“女家長”の意）、緑色の被りものをする象はキャティ（Catty、“コソコソと意地の悪い”の意）、青色の被りものをする象はギディ（Giddy、“軽薄／浅はかな”の意）、橙色の被りものをする副リーダー格の像はプリシー（Prissy、“堅苦しい／やかまし屋”の意）という通称がある。
最初はダンボを可愛がるが、その大きい耳を見た途端に態度が一変。嘲笑してダンボを仲間外れにし、ダンボの事故のせいでサーカスで失敗して怪我を負った後は、ダンボを「象の恥晒し」として口を効かない事を誓い立てた。
ネズミが苦手で、その陰湿な態度に腹を立てたティモシーに散々脅かされる。物語終盤では、ダンボが公演中に空を飛んだ際には他のサーカス団員と共に驚愕し、さらにダンボから、ピーナッツをマシンガンの如く撃ち浴びせられる報復を受けた。
エンディングではダンボを認め改心したようで、一緒に歌を歌っていた。
カラスたち
ダンディ・カラス ／ ダンディ・クロウ（Dandy Crow）
酔いつぶれた末に木の上で寝ていたダンボとティモシーを発見した五羽のカラスたちのリーダー。葉巻を愛飲している。気取り屋な性格。
ダンボが空を飛べると話すティモシーを仲間と共に散々嘲笑うが、後にダンボの身の上を聞かされたことで涙を流し、自分達の軽薄な振る舞いを素直に反省すると共に、一転してダンボが自らの意志で空を飛べるように協力する。
牧師カラス
四角眼鏡をかけた灰色の服装を着たカラス。寝ていたダンボたちを見て「世の中どこかでずれてるね」とぼやいた。
帽子カラス
穴の開いた帽子をかぶったカラス。別れ際、ダンボのサインが欲しかったことを叫んでいた。
デブカラス
赤いシャツを着た太ったカラス。ダンボのサインをもらっていたことを自慢した。
眼鏡カラス
小柄で眼鏡をかけたカラス。Tシャツを着ている。
団長（Ringmaster）
サーカスのリーダーで、小太りの中年男性。口ひげをはやしている。
サーカスを大きくするために色々考えるが、ティモシーいわく「当たったためしがない」。
いたずらっ子へ激怒したジャンボを狂暴になったと勘違いし鞭を打ったことで、ジャンボがさらに暴れ隔離される原因を作ることとなった。終盤では空を飛んだダンボを見て、びっくりした。
いたずら少年
帽子と上着を被った少年。ダンボの耳をからかって、ジャンボにお仕置きされた。
ケイシー・ジュニア（Casey Junior）
蒸気機関車。元は『リラクタント・ドラゴン』に登場したキャラクターで、今作ではサーカスで使用する列車として登場した。
テーマソングの『ケイシー・ジュニア』（Casey Junior)と共に走る。ダンボが人気者になったお祝いに専用車両が作られる。
コウノトリ（Stork）
赤ちゃんを運ぶコウノトリ。序盤に登場。ダンボを運んでいたコウノトリは悪天候とその重さで遅くなってしまっていた。
ジョー
サーカスの職員。団長のアイデアを聞いていた。
サーカス職員
サーカスのスタッフでテントを組み立てたりしている。ジャンボが暴走した際も、ダンボを連れて行った。
ピエロたち
サーカスのピエロたちで、昇給を団長にねだっている。終盤では空を飛んだダンボを見て逃げ回った。

## キャスト
| 役名               | 原語版声優                                                 | 日本語吹き替え    | 日本語吹き替え                                                  | 日本語吹き替え             | 日本語吹き替え                    |
| 役名               | 原語版声優                                                 | 1954年公開版      | 1983年公開版                                                    | ソフト版                   | TBSテレビ版                       |
| ------------------ | ---------------------------------------------------------- | ----------------- | --------------------------------------------------------------- | -------------------------- | --------------------------------- |
| ティモシー         | エドワード・ブロフィ                                       | 坊屋三郎          | 三田松五郎                                                      | 牛山茂                     | 井上順                            |
| 団長               | ハーマン・ビング                                           | 古川緑波          | 阪脩                                                            | 内田稔                     | 森山周一郎                        |
| コウノトリ         | スターリング・ホロウェイ                                   | 三木鶏郎          | はせさん治                                                      | 関時男                     | 熊倉一雄                          |
| ジャンボ           | ヴェルナ・フェルトン                                       | 丘さとみ          | 眞理ヨシコ                                                      | 磯辺万沙子                 | 松田敏江                          |
| 象のメイトリアーク | ヴェルナ・フェルトン                                       | 七尾伶子          | 瀬能礼子                                                        | 久保田民絵                 | 丹下キヨ子                        |
| 象のキャティ       | ノリーン・ガミル                                           | 田村淑子          | 牧野和子                                                        | 北城真記子                 | 清川虹子                          |
| 象のギディ         | ドロシー・スコット                                         | 安双三枝          | 太田淑子                                                        | 一柳みる                   | 小原乃梨子                        |
| 象のプリシー       | サラ・セルビー                                             | 大坪日出代        | 小宮和枝                                                        | 土井美加                   | 麻生美代子                        |
| ダンディ・カラス   | クリフ・エドワーズ                                         |                   | 安西正弘                                                        | 中村雄一                   | 山崎唯 鈴木やすし 滝口順平 大竹宏 |
| デブ・カラス       | ジェームズ・バスケット                                     |                   | 永井寛孝                                                        | 片岡弘貴                   | 山崎唯 鈴木やすし 滝口順平 大竹宏 |
| メガネ・カラス     | ジム・カーマイケル                                         |                   | 山崎哲也                                                        | 橋本友之                   | 山崎唯 鈴木やすし 滝口順平 大竹宏 |
| 帽子・カラス       | ジム・カーマイケル                                         |                   | 島田敏                                                          | 吉水慶                     | 山崎唯 鈴木やすし 滝口順平 大竹宏 |
| 牧師・カラス       | ホール・ジョンソン                                         |                   | 伊沢弘                                                          | 金房求                     | 山崎唯 鈴木やすし 滝口順平 大竹宏 |
| ジョー             | ビリー・シーツ                                             |                   | 槐柳二                                                          |                            | 八奈見乗児                        |
| ピエロたち         | ビリー・ブレッチャー エディ・ホールデン ジャック・マーサー | 市村俊幸 千葉信男 | 八代駿 安原義人 沢りつお 梶哲也 峰恵研 肝付兼太 仁内建之 大竹宏 | 金房求 江川久仁夫 重留定治 | 田の中勇 二見忠男 八代駿 飯塚昭三 |
| 呼び込み人         | ビリー・ブレッチャー エディ・ホールデン ジャック・マーサー |                   | 八代駿 安原義人 沢りつお 梶哲也 峰恵研 肝付兼太 仁内建之 大竹宏 | 金房求 江川久仁夫 重留定治 | 玉置宏                            |
| いたずら少年       | マルコム・ハットン                                         |                   | 宮川陽介                                                        | 後藤真寿美                 | 水森亜土                          |
| 男の子たち         | ハロルド・マンリー トニー・ニール チャック・スタッブス     |                   | 池田真 鈴木一輝                                                 | 下川久美子                 |                                   |
| 男の子たち         | ハロルド・マンリー トニー・ニール チャック・スタッブス     | 原語音声流用      | 池田真 鈴木一輝                                                 |                            |                                   |
| ケイシー・ジュニア | マーガレット・ライト                                       | 竹脇昌作          | 池水通洋                                                        |                            | 具志堅用高                        |
| ダンボ             | ジャック・サベル                                           | 原語音声流用      | 原語音声流用                                                    | 原語音声流用               | 大場久美子                        |
| アナウンサー       | ジョン・マクリーシュ                                       | 竹脇昌作          | 村越伊知郎                                                      | 小山武宏                   | 古谷綱正                          |
| ナレーション       | ジョン・マクリーシュ                                       | 竹脇昌作          | 村越伊知郎                                                      | 小山武宏                   | 河野洋平 黒柳徹子                 |

- 1954年版：1954年（大映）、1967年（ウォルト・ディズニー）、1974年（ブエナ・ビスタ）
  - ディズニー・アニメーション初の日本語吹替版として公開された[1]。
  - 公開当時発売されたビクターのSPレコードに一部音声と楽曲が収録。
- 1983年版：1983年（東宝）
  - 1994年11月にWOWOW『夢の国ディズニー スペシャルデー』で放送され、現在は、音楽ビデオ集『シング アロング ソング Vol.2 きみもとべるよ！』に一部収録されている場面以外見ることができない。
- ソフト版：ディズニー公式から発売・配信されているものに使用。
- TBSテレビ版：1978年10月6日『ディズニースペシャル』枠（19:30-20:55）にて初放送。

## スタッフ

### 映像制作
| 製作                   | 製作                   | ウォルト・ディズニー |
| 原作                   | 原作                   | ヘレン・アバーソン、ハロルド・パール |
| 脚本                   | 脚本                   | ジョー・グラント、ディック・ヒューマー、ビル・ピート、オーリー・バタグリア、ジョー・リナルディ、ジョージ・スターリング、ウェッブ・スミス |
| 脚本監修               | 脚本監修               | オットー・イングランダー |
| 音楽                   | 音楽                   | オリヴァー・ウォーレス、フランク・チャーチル |
| オーケストレーション   | オーケストレーション   | エドワード・プラム |
| キャラクター・デザイン | キャラクター・デザイン | ジョン・P・ミラー、マーティン・プロヴェンセン、ジョン・ウォルブリッジ、ジェームズ・ボドレロ、モーリス・ノーブル、エルマー・プラマー |
| 作画監督               | ダンボ                 | ウォード・キンボール、ジョン・ラウンズベリー、ビル・ティトラ |
| 作画監督               | ケイシージュニア       | ウォード・キンボール |
| 作画監督               | ティモシー             | フレッド・ムーア、ウォルフガング・ライザーマン |
| 作画監督               | コウノトリ             | アート・バビット |
| 作画監督               | フランク・トーマス     | |
| レイアウトチェック     | レイアウトチェック     | ドン・ダグラディ、アル・ジンネン |
| 原画                   | 原画                   | エリック・ラーソン、ヒュー・フレイザー、ハワード・スウィフト、ハーヴィー・トゥームズ、ドン・タウスリー、ミルト・ニール、レス・クラーク、ヒックス・ローキー、クロード・スミス、バーニー・ウルフ レイ・パターソン、ジャック・キャンベル、グラント・シモンズ、ウォルト・ケリー、ジョシュア・メダー、ドン・パターソン、ビル・シャル、サイ・ヤング、アート・パーマー |
| 美術監督               | 美術監督               | ハーブ・ライマン、ケン・オコーナー、テレル・スタップ、アーネスト・ノードリ、ディック・ケルシー、チャールズ・ペイザント |
| 背景                   | 背景                   | クロード・コーツ、アル・デンプスター、ジョン・ヘンチ、ジェラルド・ネヴィアス、レイ・ロックレム、ジョー・スターリー |
| 撮影                   | 撮影                   | ボブ・ブロートン |
| 録音                   | 録音                   | ウィリアム・E・ギャリティ |
| 音響効果               | 音響効果               | ジム・マクドナルド |
| 特殊音響効果           | 特殊音響効果           | Sonovox |
| 編集                   | 編集                   | ロイド・L・リチャードソン |
| 助監督                 | 助監督                 | リチャード・ライフォード、ラリー・ランズバーグ |
| 演出                   | 演出                   | ノーム・ファーガソン、ウィルフレッド・ジャクソン、ビル・ロバーツ、ジャック・キニー、サム・アームストロング |
| 監督                   | 監督                   | ベン・シャープスティーン |
| 制作                   | 制作                   | ウォルト・ディズニー・プロダクション |

### 日本語吹き替え制作
≪1954年版≫
| 総指揮         | ジャック・カッティング     |
| 製作           | 田村幸彦                   |
| 監督・脚本     | 高瀬鎮夫                   |
| 音楽監督・訳詞 | 三木鶏郎                   |
| コーラス       | 永六輔、荻須照之、中川雄策 |
| 録音           | 日本ビクター               |

≪1983年版≫
| 総指揮     | ブレーク・トッド             |
| 翻訳・演出 | 金田文夫                     |
| 訳詞       | 海野洋司                     |
| 録音       | 東亜映像録音株式会社         |
| コーラス   | ミュージック・クリエイション |

≪ソフト版≫
| 脚本翻訳       | トランスグローバル                          |
| 演出           | 山田悦司                                    |
| 音楽演出       | 近衛秀健                                    |
| 整音           | 杉原日出弥                                  |
| 録音スタジオ   | 紀尾井町スタジオ                            |
| 録音制作       | トランスグローバル                          |
| プロデューサー | 岡本企美子                                  |
| 日本語版制作   | DISNEY CHARACTER VOICES INTERNATIONAL, INC. |

≪TBS版≫
| 翻訳・制作 | トランスグローバル |
| 訳詞       | 三木鶏郎           |
| コーラス   | ボニージャックス   |

## 挿入歌
| 曲名                                                          | 作詞               | 作曲                                        |
| ------------------------------------------------------------- | ------------------ | ------------------------------------------- |
| コウノトリにご用心 Look Out for Mr. Stork                     | ネッド・ワシントン | オリヴァー・ウォーレス フランク・チャーチル |
| ケイシー・ジュニア Casey Junior                               | ネッド・ワシントン | オリヴァー・ウォーレス フランク・チャーチル |
| テント張りのうた Roustabouts                                  | ネッド・ワシントン | オリヴァー・ウォーレス フランク・チャーチル |
| 私の赤ちゃん Baby Mine                                        | ネッド・ワシントン | オリヴァー・ウォーレス フランク・チャーチル |
| ピンク・エレファンツ・オン・パレード Pink Elephants on Parade | ネッド・ワシントン | オリヴァー・ウォーレス フランク・チャーチル |
| 道化の歌 Hit the Big Boss (For a Raise)                       | ネッド・ワシントン | オリヴァー・ウォーレス フランク・チャーチル |
| もし象が空を飛べたら When I See an Elephant Fly               | ネッド・ワシントン | オリヴァー・ウォーレス フランク・チャーチル |
| さあ、またサーカスの日がやってきた It's Circus Day Again!     | -                  | オリヴァー・ウォーレス フランク・チャーチル |

## その他
- ダンボが公開された1941年10月の時点で、既に欧州で第二次世界大戦が始まっており、日米間の緊張がピークに達し太平洋戦争の勃発が間近に迫っていた時期でもあった。真珠湾攻撃直後のアメリカを舞台にしたスティーヴン・スピルバーグのコメディ映画『1941』（1979年）では、米陸軍のジョセフ・スティルウェル将軍が劇場で公開中のダンボを鑑賞し、母子の愛情に涙するシーンがある。
- この映画が公開された1941年、『タイム』誌は毎年恒例の「マン・オブ・ザ・イヤー」にダンボを選出し、「マーマル・オブ・ザ・イヤー（Mammal of the Year）」として表紙にダンボの肖像画風の絵を掲載する予定だった。しかし、12月7日の真珠湾攻撃を受けてマン・オブ・ザ・イヤーは急遽フランクリン・ルーズベルト米大統領に変更された[2][3]。
- MGMカートゥーンの『トムとジェリー』に、本作のパロディである「ジェリーとジャンボ（Jerry and Jumbo）」という短編作品が存在する。なお、同作では子象が「ジャンボ」を名乗っている。
- 1970年代中頃に、富士フイルムと東宝の提携により8ミリ映写機を対象とした本作のフィルムソフトが市販されたことがある。但し20分弱に再編集したものであり、本来ならストーリーの途中となる場面でエンドクレジットが表示された。
- 1978年10月6日にはTBS系列で本作がノーカット放送された。その際の日本語吹き替えはダンボを当時トップアイドルだった大場久美子が担当し、他にも当時新自由クラブ代表の河野洋平[4] 、ニュースキャスターだった古谷綱正、具志堅用高などが出演した。その後、1988年5月5日にNHK総合[5]、1991年12月26日にフジテレビ系列、1994年1月1日にNHK教育[6]でテレビ放送された[注 3]。また、ディズニー・チャンネルやDlife等でも放送されている。
- 耳の大きな人物に対し揶揄する意味で「ダンボ」という言葉が用いられることもある（例として元巨人選手の江川卓など）。
- マンガなどで聞き耳を立てている状態を表現するとき、耳を大きく描くことがある。このことから、聞き耳を立てることを「耳をダンボにする」などと表現することがある。
- 日本では、公開当時1954年3月12日から約5ヵ月後の同年8月9日に「ファン・アンド・ファンシーフリー」が公開されている（世界各国の公開年については、シンプル英文版「Dumbo」も参照）。
- 日本での公開は、1941年公開から約13年後の1954年と非常に遅い公開であったが、一方では、本作品と同じく1941年に公開された中国制作のアニメ映画『西遊記 鉄扇公主の巻』が、日本ではこの翌年の1942年と異例の速さで公開された。
- 2010年に発売されたスペシャル・エディションでは、未公開シーン[注 4]が収録された。
- ウォルト・ディズニー・アニメーション・スタジオの長編映画が日本で3月に公開されたのは1952年公開の「シンデレラ」以来2年ぶりとなる。